# Heteronemia emesa
Heteronemia emesa är en insektsart som först beskrevs av John Obadiah Westwood 1859.  Heteronemia emesa ingår i släktet Heteronemia och familjen Heteronemiidae. Inga underarter finns listade i Catalogue of Life.